# Trompetes
Les trompetes, arbre trompeter o datura (Brugmansia arborea o Datura arborea) és una espècie botànica del regne plantae de la família de les Solanaceae. Es troba àmpliament distribuït en Amèrica del Sud.
També s'anomena trompeter, trompetera, arbre de les trompetes, trompeta del Perú, trompeta del judici, trompeta de l'Àngel o reina de la nit.

## Descripció

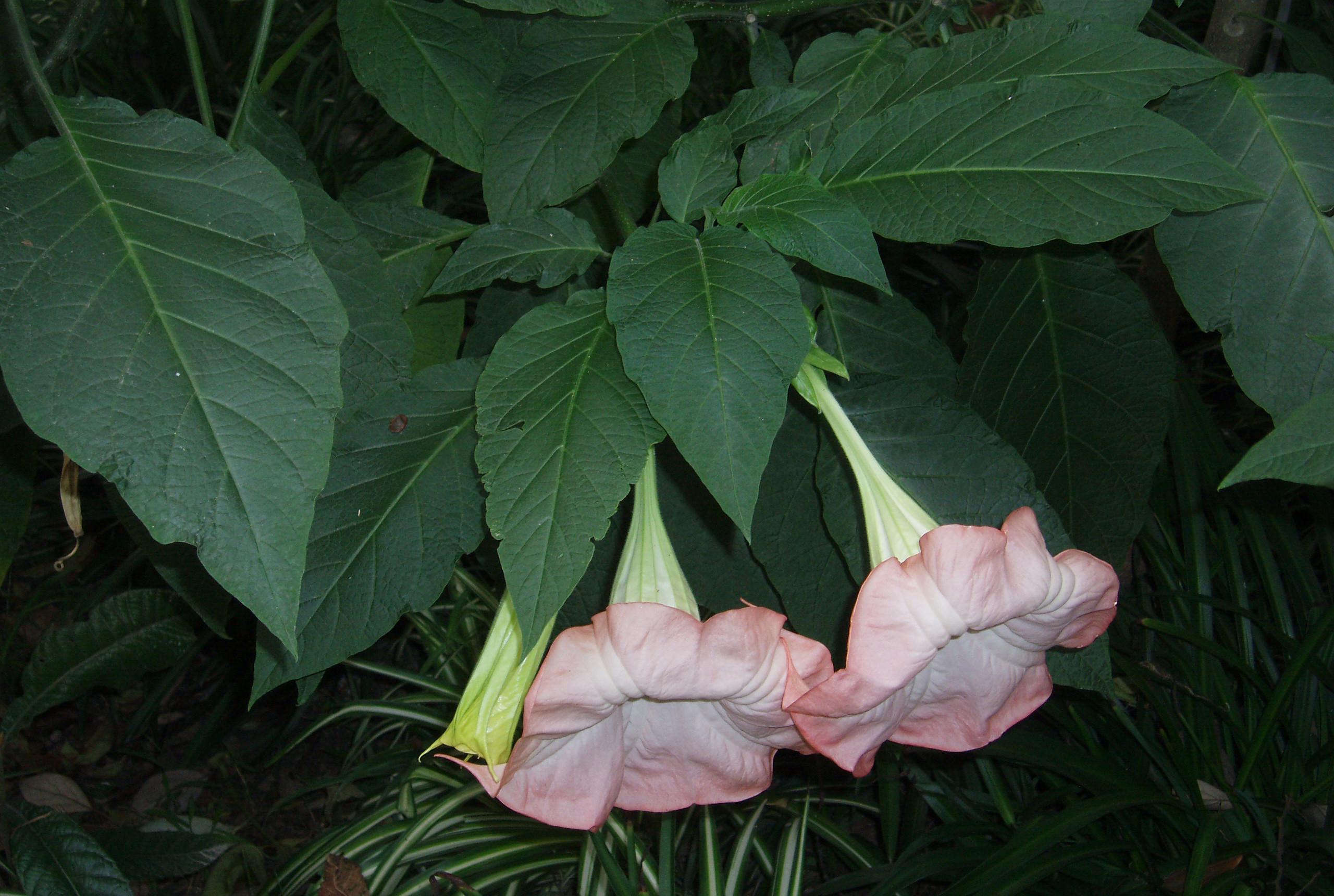
Les fulles del trompeter són de les més grans que s'hi troben a un jardí

És un arbust perenne arriba fins a 5 metres d'alçada, fulles alternes, ovals que presenten un revers pilós, verd mat. Floreix d'estiu a tardor, la flor és aromàtica, de 3 dm, blanques, són les flors i les fulles de major mida entre els arbusts de jardí.

## Usos populars
- La Brugmansia aurea també coneguda com a floripondio és usada com a droga, ja que conté en les seves fulles substàncies volàtils, les quals són alliberades al moment de bullir en aigua, per després ser beguda com te.
- El color de les seves flors pot ser blanc (el color més comú), groc, rosa, de vegades vermell…

## Efectes
- Visió de colors i figures que no són reals o concretes (Sinestèsia)
- Al·lucinació de persecució
- Distorsions d'imatges
- Son
- Ereccions prolongades

Els símptomes són similars als de l'LSD, encara que segons la quantitat varia el temps dels efectes.
El consum del trompeter, si és excedit, podria produir problemes d'aprenentatge, falta d'atenció i concentració, entre d'altres.

## Usos
Totes les parts de la brugmasia són altament tòxiques. Algunes vegades aquestes plantes s'ingereixen per a cerimònies xamaniques, però donada la variació en la potència dels compostos tòxics de la planta, el grau d'intoxicació és impredictible i pot ser fatal.

## Galeria d'imatges

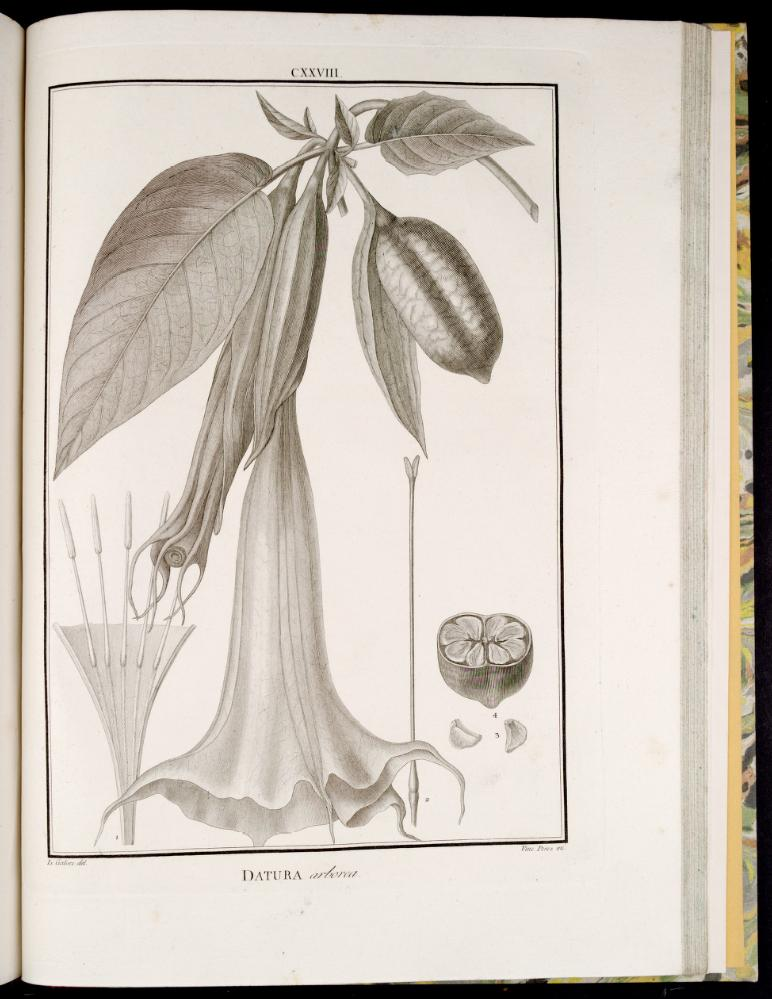
Els dibuix d'una flor
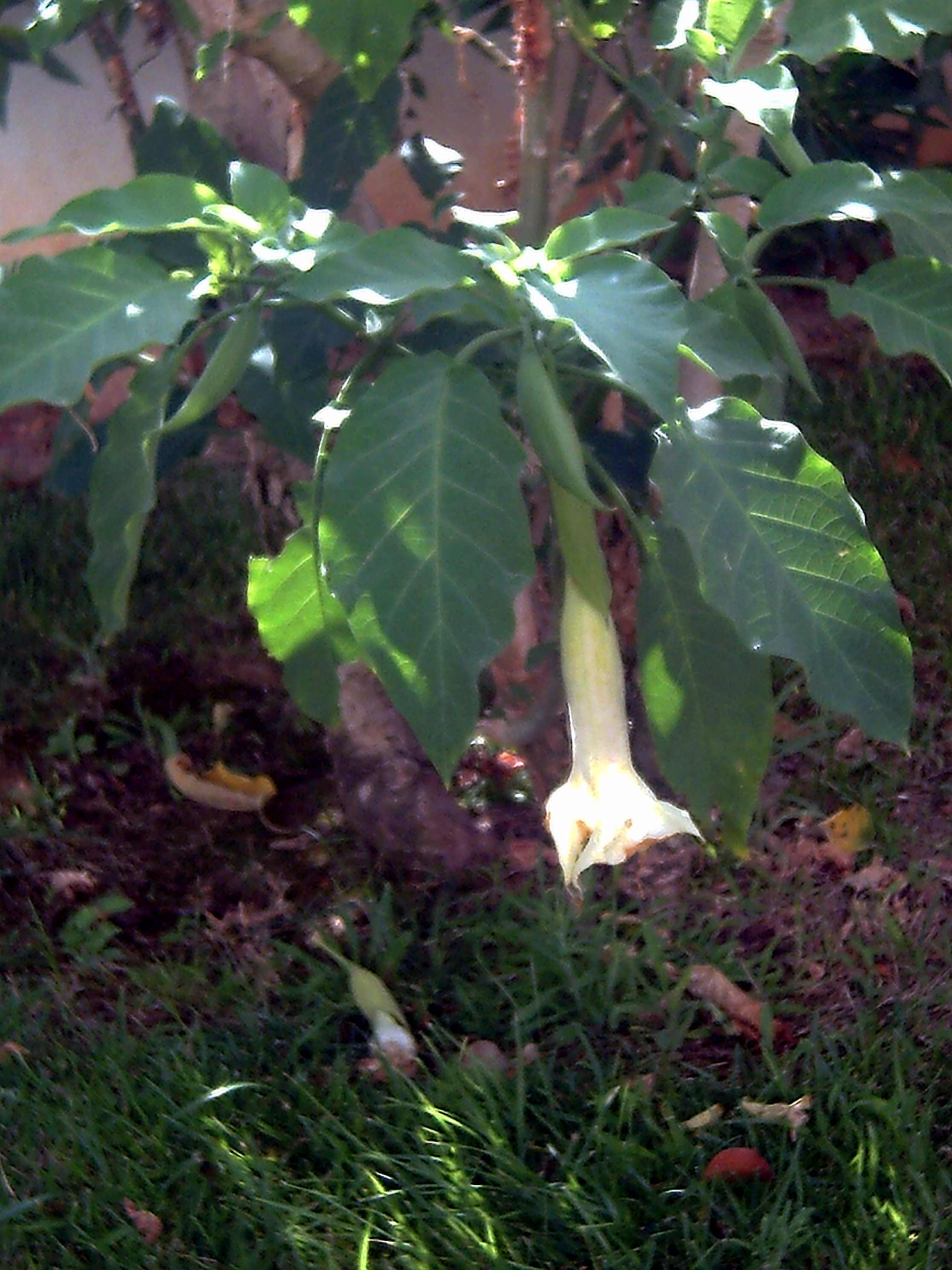
Flor i fulles
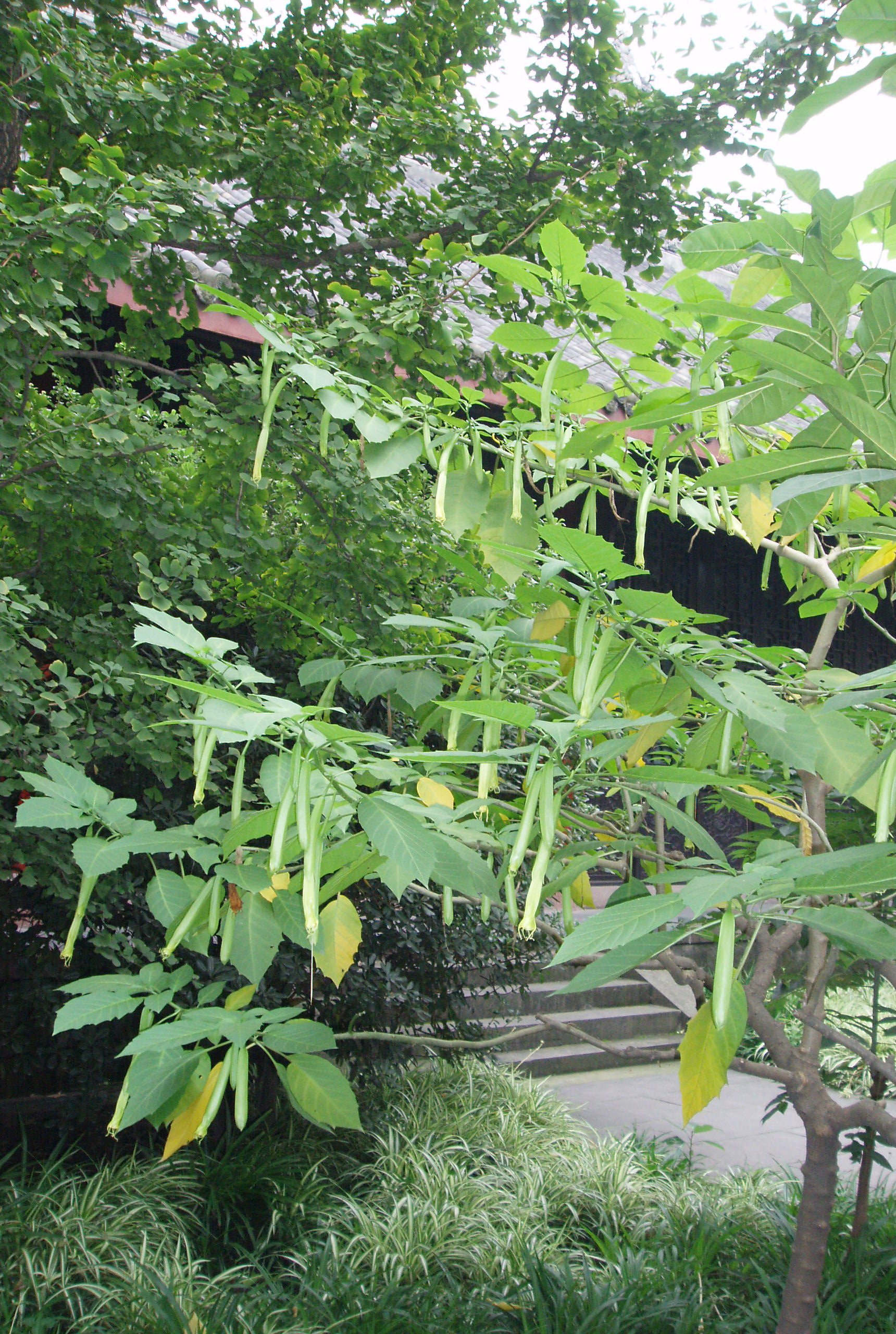
Arbust